# Аркади Мартин
Аркади Мартин (англ. Arkady Martine; настоящее имя — Анна Линден Уэллер [AnnaLinden Weller]; родилась 19 апреля 1985, Нью-Йорк, США) — американская писательница, работающая в жанре научной фантастики. В 2020 году получила премию «Хьюго» за роман «Память, что зовётся империей», в 2022 — премии «Хьюго» и «Локус» за роман «Пустошь, что зовётся миром».

## Биография
Анна Линден Уэллер родилась в 1985 году в Нью-Йорке. Её родители были евреями родом из России: отец играл в оркестре Метрополитен-опера, мать была профессором скрипки в Джульярдской школе. Сама Уэллер называла себя «ассимилированной американской еврейкой» и отмечала, что в 1930-х годах евреи, переехавшие в Соединенные Штаты из Европы, «в основном играли классическую музыку и одновременно изобретали англоязычную дисциплину научной фантастики».
Уэллер окончила Чикагский университет, получив в 2007 году степень бакалавра гуманитарных наук в области религиоведения. В 2013 году она стала магистром классического арменоведения в Оксфордском университете, в 2014 — доктором философии в Университете Рутгерса. Её диссертация называлась «Представление досовременной империи: византийские имперские агенты за пределами метрополии». В 2014—2015 годах Уэллер была приглашённым доцентом истории в Университете Святого Фомы, в 2015—2017 годах проходила постдокторантуру в Уппсальском университете в Швеции. Она публиковала научные статьи на темы из византийской и средневековой армянской истории.
С 2012 года Уэллер издаёт фантастику под псевдонимом Аркади Мартин. В 2019 году увидел свет первый роман, «Память, что зовётся империей», написанный в жанре космооперы и ставший первой частью цикла «Тейкскалаан». Годом позже эта книга была удостоена премии «Хьюго». В 2021 году вышло продолжение — «Пустошь, что зовётся миром», тоже удостоенное премии «Хьюго».
Уэллер живет в Санта-Фе, штат Нью-Мексико, со своей женой, писательницей Вивиан Шоу.

## Награды и номинации
- Роман «Пустошь, что зовётся миром», Tor Books, 2021 — победитель премии Хьюго 2022 года за лучший роман, финалист премии «Небьюла» 2021 года за лучший роман, финалист премии Локус 2022 года за лучший научно-фантастический роман, вошел в лонг-лист премии BSFA за лучший роман[10][11][12][13].
- Роман «Память, что зовётся империей», Tor Books, 2019 — победитель премии Хьюго 2020 года за лучший роман[14][15], победитель премии Комптона Крука 2020 года за лучший первый роман[16], финалист премии Локус 2020 года за лучший первый роман[18][ 19], финалист премии «Небьюла» 2019 года за лучший роман[17][18], вошел в шорт-лист премии Артура Кларка 2020 года[19][20][21][22].